# Spinimegopis mediocostata
Spinimegopis mediocostata là một loài bọ cánh cứng trong họ Cerambycidae.